# Brit labdarúgó-válogatott
A brit labdarúgó-válogatott az Egyesült Királyság férfi labdarúgó-válogatottja, amely az olimpiai játékokon szokta képviselni Nagy-Britanniát. A csapatot az Angol labdarúgó-szövetség szervezi és a Brit Olimpiai Szövetség alá tartozik.
A csapat csak az olimpiai játékokon szokott indulni. A különböző nemzetközi versenysorozatokban az Egyesült Királyság tagállamai saját országaikat: Angliát, Észak-Írországot, Skóciát és Wales-t szokták képviselni.
Legjobb eredménye két aranyérem, amiket az 1908. és 1912. nyári olimpiai játékokon szerzett

## Olimpiai szereplés
| Év       | Helyszín                         | Eredmény                         | M                                | Gy                               | D                                | V                                | Rg                               | Kg                               | Gk                               | P                                |
| -------- | -------------------------------- | -------------------------------- | -------------------------------- | -------------------------------- | -------------------------------- | -------------------------------- | -------------------------------- | -------------------------------- | -------------------------------- | -------------------------------- |
| 1900     | Párizs                           | Aranyérmes                       | 1                                | 1                                | 0                                | 0                                | 4                                | 0                                | +4                               | 2                                |
| 1908     | London                           | Aranyérmes                       | 3                                | 3                                | 0                                | 0                                | 18                               | 1                                | +17                              | 6                                |
| 1912     | Stockholm                        | Aranyérmes                       | 3                                | 3                                | 0                                | 0                                | 15                               | 2                                | +13                              | 6                                |
| 1916     | elmaradt az I. világháború miatt | elmaradt az I. világháború miatt | elmaradt az I. világháború miatt | elmaradt az I. világháború miatt | elmaradt az I. világháború miatt | elmaradt az I. világháború miatt | elmaradt az I. világháború miatt | elmaradt az I. világháború miatt | elmaradt az I. világháború miatt | elmaradt az I. világháború miatt |
| 1920     | Antwerpen                        | 1. forduló                       | 1                                | 0                                | 0                                | 1                                | 1                                | 3                                | -2                               | 0                                |
| 1924     | Párizs                           | Nem vett részt                   | –                                | –                                | –                                | –                                | –                                | –                                | –                                | –                                |
| 1928     | Amszterdam                       | Nem vett részt                   | –                                | –                                | –                                | –                                | –                                | –                                | –                                | –                                |
| 1932     | nem volt labdarúgó-torna         | nem volt labdarúgó-torna         | nem volt labdarúgó-torna         | nem volt labdarúgó-torna         | nem volt labdarúgó-torna         | nem volt labdarúgó-torna         | nem volt labdarúgó-torna         | nem volt labdarúgó-torna         | nem volt labdarúgó-torna         | nem volt labdarúgó-torna         |
| 1936     | Berlin                           | Negyeddöntő                      | 2                                | 1                                | 0                                | 1                                | 6                                | 5                                | +1                               | 2                                |
| 1940     | elmaradt a II. világháború miatt | elmaradt a II. világháború miatt | elmaradt a II. világháború miatt | elmaradt a II. világháború miatt | elmaradt a II. világháború miatt | elmaradt a II. világháború miatt | elmaradt a II. világháború miatt | elmaradt a II. világháború miatt | elmaradt a II. világháború miatt | elmaradt a II. világháború miatt |
| 1944     | elmaradt a II. világháború miatt | elmaradt a II. világháború miatt | elmaradt a II. világháború miatt | elmaradt a II. világháború miatt | elmaradt a II. világháború miatt | elmaradt a II. világháború miatt | elmaradt a II. világháború miatt | elmaradt a II. világháború miatt | elmaradt a II. világháború miatt | elmaradt a II. világháború miatt |
| 1948     | London                           | 4. helyezett                     | 4                                | 2                                | 0                                | 2                                | 9                                | 11                               | −2                               | 4                                |
| 1952     | Helsinki                         | Előkör                           | 1                                | 0                                | 0                                | 1                                | 3                                | 5                                | −2                               | 0                                |
| 1956     | Melbourne                        | Negyeddöntő                      | 2                                | 1                                | 0                                | 1                                | 10                               | 6                                | +4                               | 2                                |
| 1960     | Róma                             | Csoportkör                       | 3                                | 1                                | 1                                | 1                                | 8                                | 8                                | 0                                | 3                                |
| 1964     | Tokió                            | Nem jutott be                    | –                                | –                                | –                                | –                                | –                                | –                                | –                                | –                                |
| 1968     | Mexikóváros                      | Nem jutott be                    | –                                | –                                | –                                | –                                | –                                | –                                | –                                | –                                |
| 1972     | München                          | Nem jutott be                    | –                                | –                                | –                                | –                                | –                                | –                                | –                                | –                                |
| 1976     | Montréal                         | Nem vett részt                   | –                                | –                                | –                                | –                                | –                                | –                                | –                                | –                                |
| 1980     | Moszkva                          | Nem vett részt                   | –                                | –                                | –                                | –                                | –                                | –                                | –                                | –                                |
| 1984     | Los Angeles                      | Nem vett részt                   | –                                | –                                | –                                | –                                | –                                | –                                | –                                | –                                |
| 1988     | Szöul                            | Nem vett részt                   | –                                | –                                | –                                | –                                | –                                | –                                | –                                | –                                |
| 1992     | Barcelona                        | Nem vett részt                   | –                                | –                                | –                                | –                                | –                                | –                                | –                                | –                                |
| 1996     | Atlanta                          | Nem vett részt                   | –                                | –                                | –                                | –                                | –                                | –                                | –                                | –                                |
| 2000     | Sydney                           | Nem vett részt                   | –                                | –                                | –                                | –                                | –                                | –                                | –                                | –                                |
| 2004     | Athén                            | Nem vett részt                   | –                                | –                                | –                                | –                                | –                                | –                                | –                                | –                                |
| 2008     | Peking                           | Nem vett részt                   | –                                | –                                | –                                | –                                | –                                | –                                | –                                | –                                |
| 2012     | London                           | Negyeddöntő                      | 3                                | 2                                | 1                                | 1                                | 6                                | 3                                | +3                               | 7                                |
| 2016     | Rio de Janeiro                   | Nem vett részt                   | –                                | –                                | –                                | –                                | –                                | –                                | –                                | –                                |
| 2020     | Tokió                            | Nem vett részt                   | –                                | –                                | –                                | –                                | –                                | –                                | –                                | –                                |
| Összesen | Összesen                         |                                  | 23                               | 13                               | 3                                | 7                                | 76                               | 44                               | +32                              | 32                               |

## Híres játékosok
- Arthur Berry
- Vivian Woodward
- Bill Slater
- Jack Butland
- Ryan Bertrand
- Tom Cleverley
- Joe Allen
- Daniel Sturridge
- Craig Bellamy
- Ryan Giggs
- James Tomkins
- Micah Richards
- Aaron Ramsey
- Scott Sinclair
- Jason Steele
- Danny Rose

## Fordítás
- Ez a szócikk részben vagy egészben  a   Great Britain Olympic football team című angol Wikipédia-szócikk fordításán alapul.  Az eredeti cikk szerkesztőit annak laptörténete sorolja fel. Ez a jelzés csupán a megfogalmazás eredetét és a szerzői jogokat jelzi, nem szolgál a cikkben szereplő információk forrásmegjelöléseként.